# TM1
IBM Cognos TM1 (ранее Applix TM1) — система управления данными, оперирующая хранящимися в памяти кубами, каждый из которых является самостоятельным, не основанным на базовой таблице объектом. Вычисления в TM1 производятся автоматически, если речь идёт о простой консолидации элементов в иерархиях, и с помощью написанных правил (rules), для которых создан специальный язык, если необходимы более сложные расчёты. Из ТМ1 есть возможность доступа к разнообразным источникам информации, включая файлы и реляционные базы данных, а также написания процессов, в которых может производиться манипуляция данных и их отправка в кубы. ТМ1 полностью интегрирована в Microsoft Excel, а также имеет свой собственный веб-интерфейс, созданный на базе .NET (до версии 10.2) и Java (версия 10.2), позволяющий быстро и легко проводить анализ данных в табличном и/или графическом виде. Архитектура TM1 основана на технологии «In-Memory OLAP». 
IBM Cognos TM1 используется для автоматизации процессов бюджетирования и планирования, построения отчётности и анализа данных.

## Применение
TM1 в основном используется при планировании, бюджетировании и анализе финансовой информации, поскольку наряду с другими MOLAP предоставляет возможность быстрого составления разнообразных отчётов конечным пользователям, не имеющим опыта работы в программировании. При необходимости база данных может быть построена таким образом, что все расчёты будут происходить в режиме реального времени, то есть новая информация будет попадать в отчёты сразу после её ввода пользователем.